# Tep Pranam
Tep Pranam ("l'orant" en khmer) est un temple du XVIe siècle environ de la région d'Angkor Vat au Cambodge. Le sanctuaire a été remplacé par un bâtiment moderne dédié au culte de Bouddha.